# 山城
山城（やまじろ、やまじょう）は、険阻な山を利用して築かれた城の一種。日本においては、江戸時代の軍学者によって分類された地形による城の分類法の一つ。

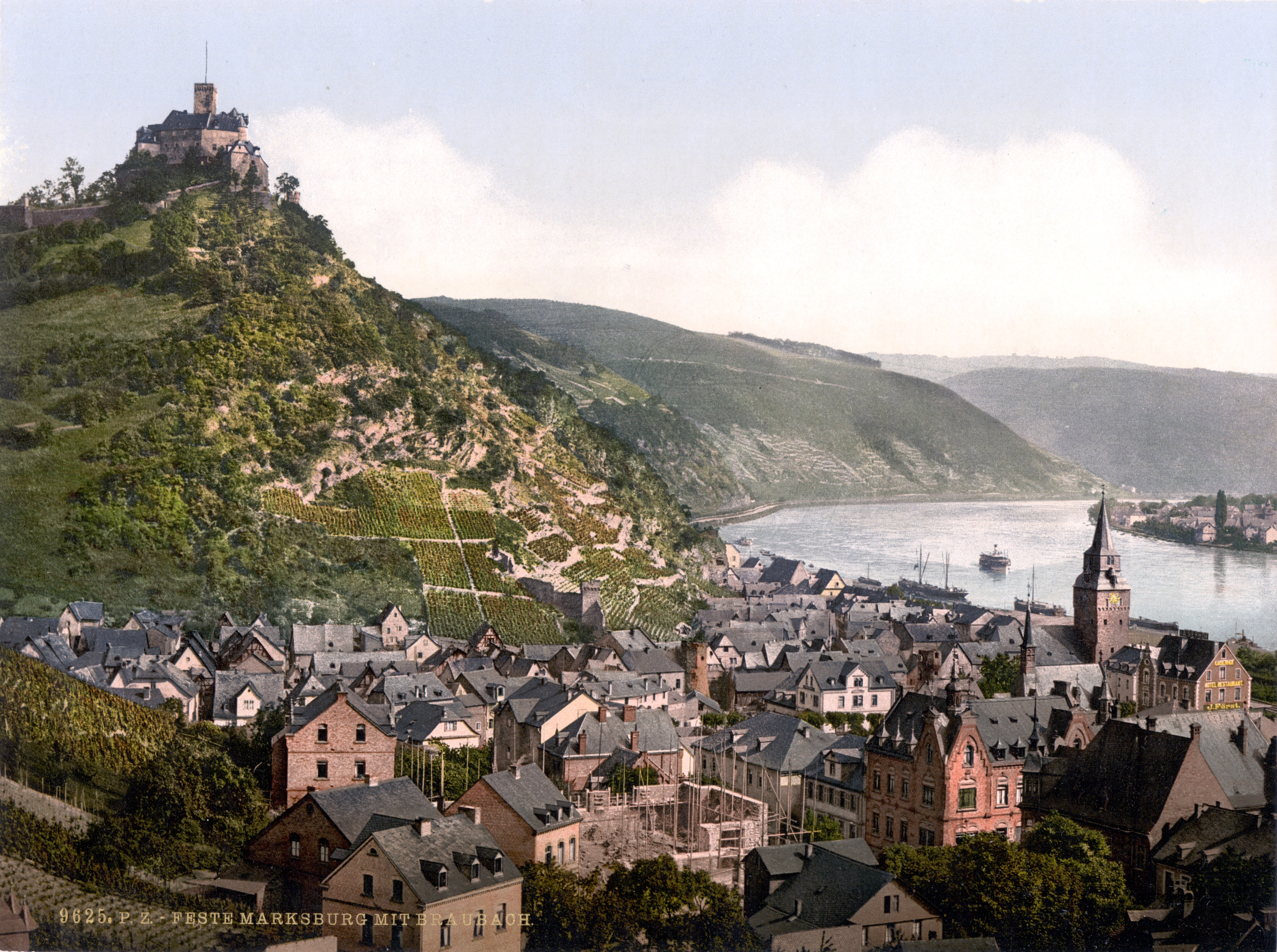
ヨーロッパの山城（ドイツ・マルクスブルク城）

## 概要
高地は、軍事上、地形により敵の移動を阻害でき、また高所の利として視界を確保できるため有利である。このため山に城を築く行為は、地域や時代を問わず普遍的に行われている。例えばアクロポリスや近代の旅順要塞やマジノ要塞も山に築かれた要塞群である。ただし山城という語が指すのは、あくまで近代以前の日本の城であり、山岳部に作られたコンクリート製掩蔽豪を普通、山城と呼ぶことはない。また山城と言う語は、後から名付けられたものである。このため、どの城が山城であるかないかは、意見が分かれている。
戦国期の日本において領主は、城主と呼ばれた。城主は、平時には麓で住民と共に住み、敵が来襲すると山上の城に立て籠もる、といった使い方がなされたようである。山城は、土木技術、特に土地造成技術が未熟な時代に発展し、大きな役割を果たした。ただし住むには不便であり、居住地からも離れている。したがって山城は、住む機能を持たず戦時の立て籠もり用として利用されることが多かった。時代が下がると大きな堀や高台を造ることができるようになり、山岳部を利用せずとも重要な街道を遮る地点に要塞を建設できるようになった。また戦いの主力は、騎兵から火砲に代わり、山城の役目は終わった。
上記のように現在も山岳部に要塞を建設する動きも見られる。ただし、それらを山城と呼ぶことはない。

## 日本

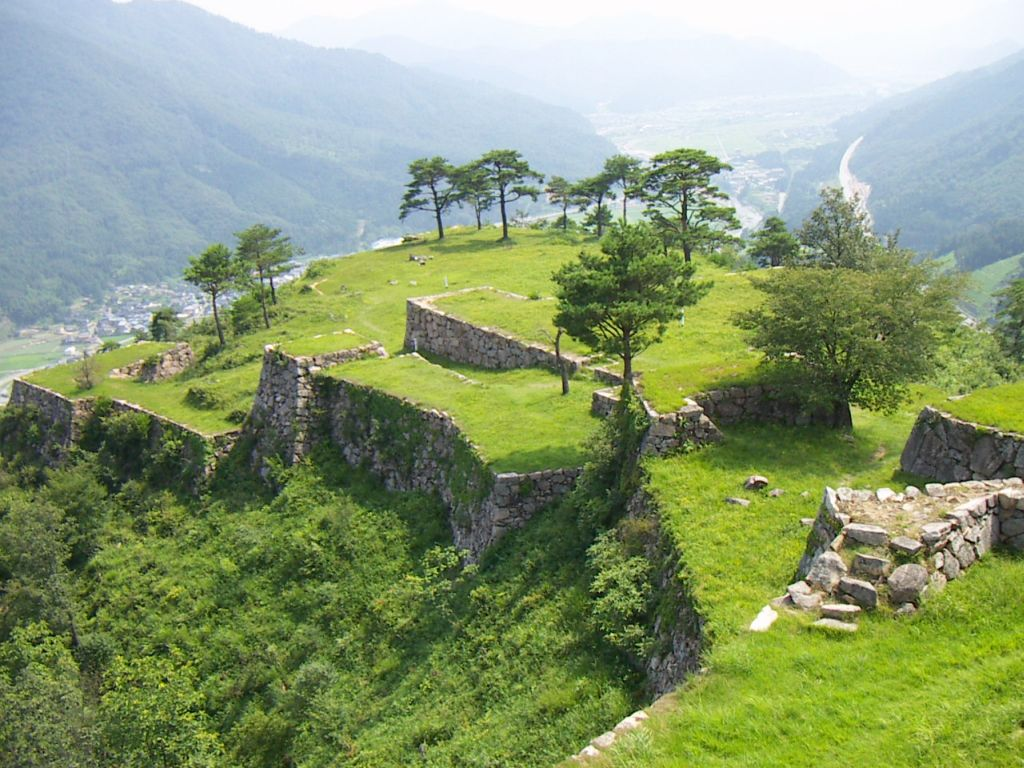
中世の連郭式山城（竹田城・但馬国）

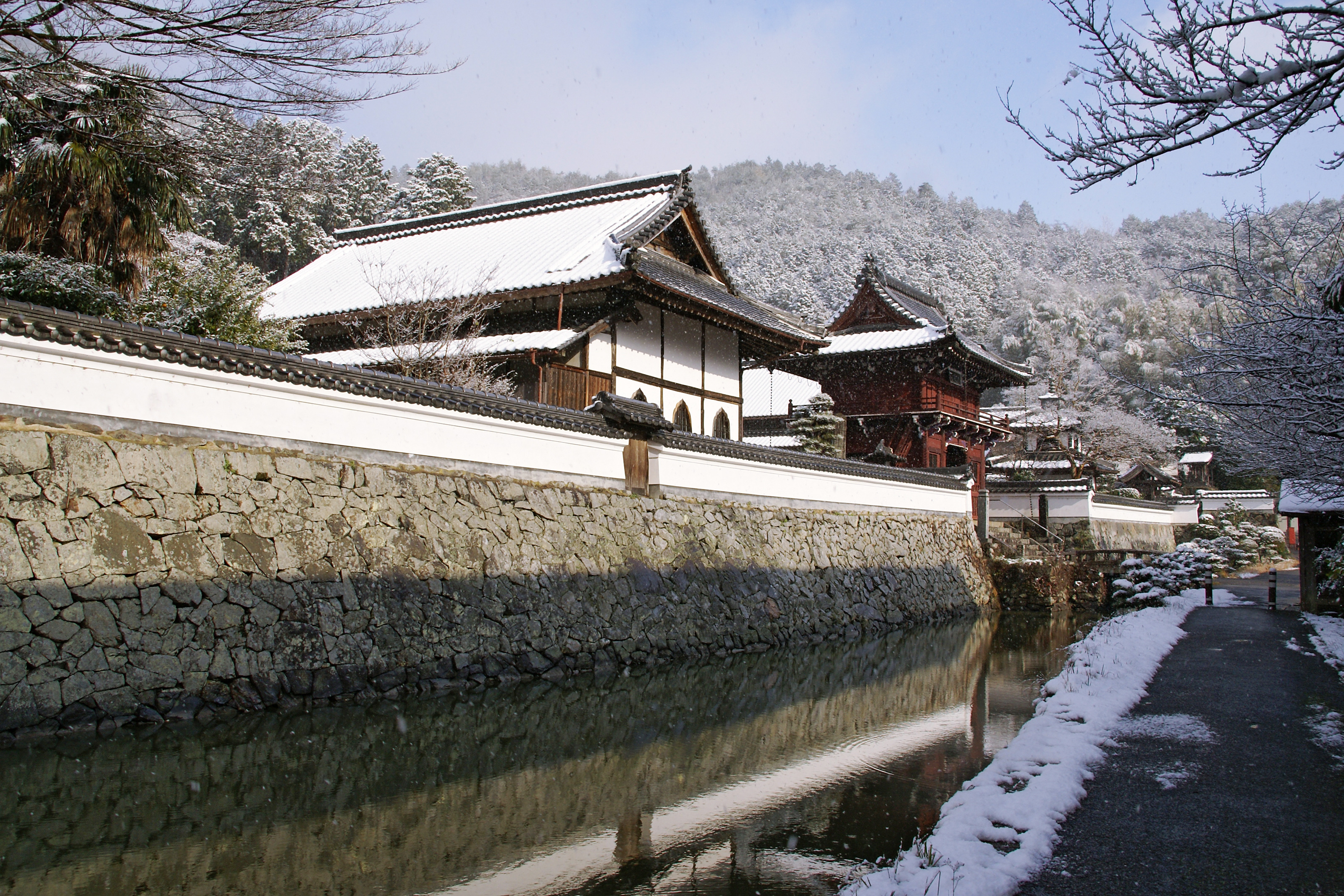
中世山城の下館（黒井城下館・丹波国）

日本の山城には、次の3種類がある。
古代山城飛鳥時代から奈良時代の畿内から九州北部にかけて築かれた。
中世山城中世、鎌倉時代から戦国末期まで全国的に築かれた（戦国末期のものを戦国山城ということもある）。
近世山城安土桃山時代後期から江戸初期までに築かれた。

### 構造
古代では、多賀城が有名である。それ以降、日本国内でも騎兵の拡大により山岳部に城塞が建てられるようになったと見られている。
中世の山城は、山上に城郭、麓に下館（居館）を築いたといわれる。山上の城は、主に戦時の防御施設であって日常生活は、麓の館で行っていたようである。山上の城には、掘立柱建築や簡易な櫓を建てただけで長期間居住するための建物は建てられていなかったらしい。戦国期には、山上の城にも恒久的な建物（中には礎石建ちの本格的なものもある）を建てて、長期の滞在ができるように備えたものも現れた。典型的な例として武田氏の要害山城や朝倉氏の一乗谷城などがある。一乗谷城は、谷間に城下町と居館としての下館を築き、有事に備えて山頂に城郭を築いていた。
小規模な城の場合は、山の頂上に簡単な建物を造り食料、武具を保管するだけで後は、自然の地形を利用して適宜、山の各所に柵、堀、土塀を設けるといった程度であったらしい。中規模の城では、峰々に本丸、二の丸といった曲輪を造り、居住用の施設も備え、長期の籠城に耐えられるようにした。大規模な城では、周辺の山々に支城を設け、山系全体を要塞としていた。地形上の問題から傾斜地には、あまり深い堀は掘れなかった。堀に落ちた攻城側の兵を守城側の兵が槍で突く攻撃が可能であるほうが、防衛上の利点が大きかったという事情もある。またこれらは、空堀であり後に見られるような水堀はなかった。さらに土を盛って城郭を広げる石垣の技術もなかったため、城は狭かった。
平城、平山城に比べて山城の規模は小さい傾向がある。しかし、そのために都市開発を免れる例も多く、月山富田城、増山城、竹田城、高取城、岡城などでは中世の広大な城域全体の遺構が保存されている。

### 山への築城

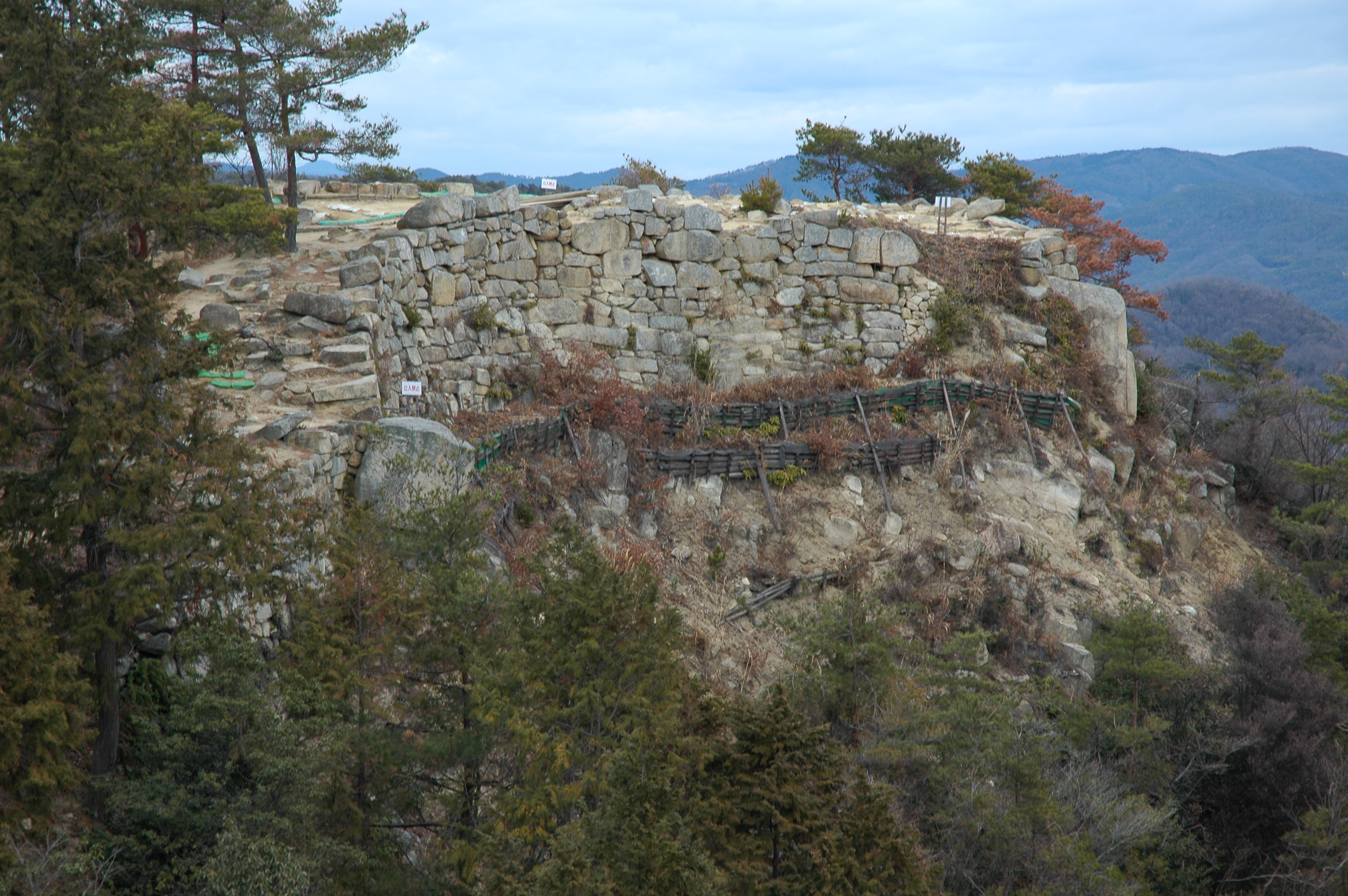
古代の山城（鬼ノ城・備中国）

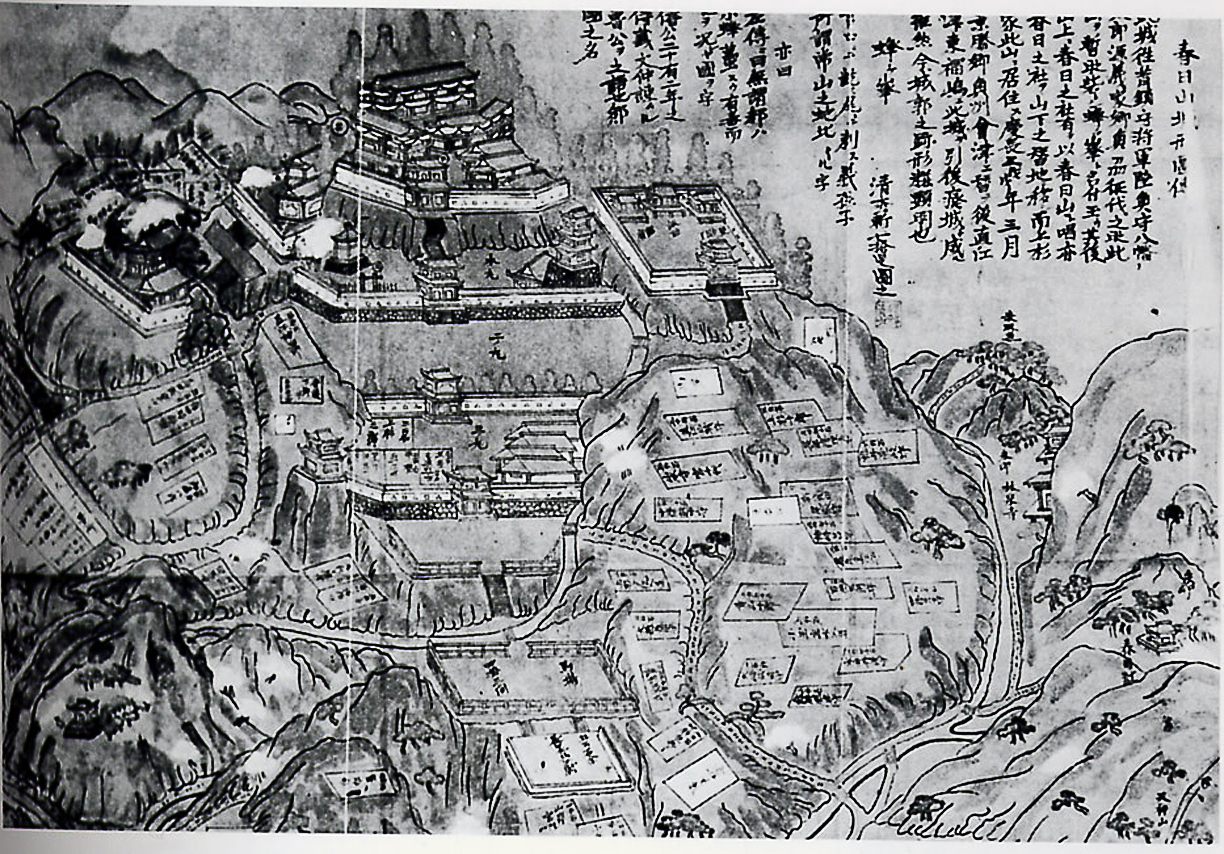
戦国期の山城を描いた絵図（春日山城・越後国）

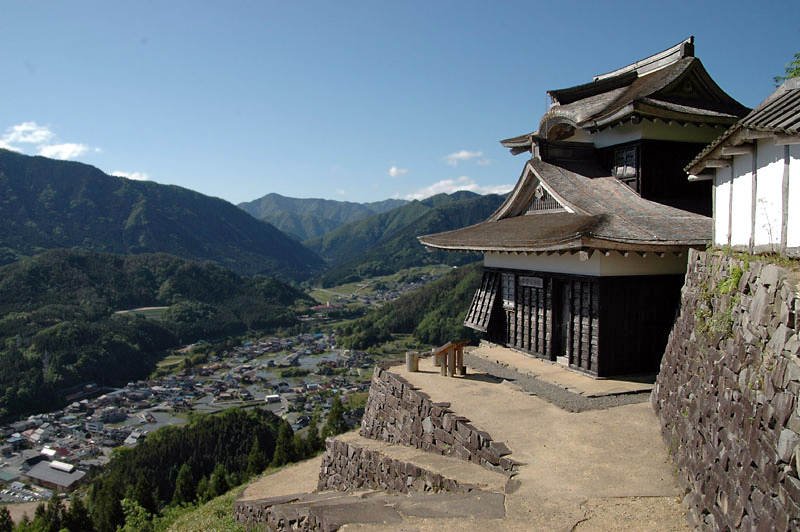
戦国期の山城（波賀城・播磨国）

日本において初めて山に軍事的防御施設が築かれるのは、弥生時代の高地性集落である。その後、飛鳥時代から奈良時代にかけて、唐や新羅の侵攻に備えて西日本各地に古代山城が築かれた。
中世には、鎌倉時代後期から南北朝時代までに後醍醐天皇の率いる反幕府勢力が幕府に抵抗するため、山への築城が始まったようである。その初例と考えられているのは、楠木正成の千早城や赤坂城（上赤坂城、下赤坂城）、または山岳寺院「金胎寺」を利用した金胎寺城である。その後、南朝もそれらに倣って各地に山城を築いた。武士が山麓の平地に居館を、背後の山に山城を築き、戦闘になると山城に立て篭もるといった様式が一般化したといわれている。
戦国時代になると戦いが常態化したので、山上の城にも恒久的な施設を建てて長期の戦いに堪えられるように備えた。戦国後期には、山上の主曲輪に領主の居館を構え、中腹に家臣たちと人質としてその一族を住まわせた。
16世紀中期以降の合戦においては、大軍を山の上に集結させ位置的優位性を利用して、平野部の敵を威圧し、戦局を有利に導くドクトリン（”山城運用ドクトリン”）が確立されたとする指摘もある。敵が攻めてくれば防御を固めて防ぎ、敵が後退するのを見はからって山上から出撃する戦術は、当時の一般的な運用法＝ドクトリンだったと推測される。山城運用ドクトリンの始原は川中島の戦いにおいて川中島周辺に運用された山城群とされており、1570年の志賀の陣では浅井・朝倉連合軍が比叡山に軍勢をあげて織田信長軍を窮地に追い詰め、1582年の山崎の戦いでは羽柴秀吉軍が自軍の勝利を確実にするため天王山を敵に先がけ占領し、1583年の賤ヶ岳の戦いでは山上における用兵を巧妙に行った羽柴秀吉軍が勝利し、1600年の関ヶ原の戦いで徳川家康に天下を献上したのは、関ヶ原を見下し堅固に城郭化された松尾山へ布陣した小早川秀秋にあり、”山を制する者は天下を制す”ということが指摘されている。

### 山から平地への移行
戦国後期になると城下町を伴う平山城・平城が主流となった。
山城から平城が主流になったといっても平城がそれまでなかった訳ではない。平城京や平安京は、堀や塀を備えており、一種の平城である。つまり山城と平城は、同時に存在していた。ここで着目するべきは、革命的な平城が現れて山城の役割を奪ったのではなく、山城の重要性が下がり、相対的にもともと重要だった平地の施設、平城に回帰しただけであるという点である。
それには、次の理由が考えられている。
戦の常態化
山城は、居住性が低く、そこまで移動しなければならず即応性が低い。常態化した戦闘には、素早い戦闘への移行、準備が要求された。
鎌倉幕府が滅びると日本国内を統治する勢力がなく各地で戦闘が常態化していった。また状況によっては、山城に移動できないこともあった。例えば足利義輝、織田信長などは、家臣の裏切りによって山城に移動することが出来ずに戦死している。あるいは山城を持たない勢力は、市域防衛を目指した。堺や寺社勢力は、平地に堀や柵、櫓などを建設して環濠集落を形成した。敵の奇襲、家臣の裏切り、戦闘の常態化により戦時のみ山城に移動する形態が廃れ、常に守備兵に守られ居住性と即応性の高いこれら平地の防衛施設が巨大化していった。
戦国の終焉
豊織期以降、畿内をはじめ全国的に散発的な戦闘が終わり、やがて江戸幕府になると一揆以外に戦闘はなくなった。依然として突発的な戦闘に備える必要はあるものの、予想される敵の兵力はずっと少なく見積もられた。また一揆に参加する農民や幕政に不満を持つ武士が大規模な騎兵を準備できるはずがなく、このような非対称戦争において騎兵戦闘を主眼とする山城の重要性が下がった。実際に戦場は、郊外から市街地に移り、石田三成を狙った七将襲撃事件、赤穂浪士の吉良邸襲撃、水野忠邦襲撃の現場は、彼らの屋敷であった。
戦国大名の権威の象徴
為政者を「城主」と呼ぶように大名と城郭は、結びつけられた。支配者である戦国大名の権威を民衆に知らしめるため、見え辛い山岳部から平地に移るようになった。為政者の権威を示す巨大な建造物が市域に作られるのは、何も戦国末期に限らないことである。特に巨大な天守は、本来の監視用の櫓としての機能を離れ、華美に装飾され、巨大化、高層化し、象徴的な建造物になった。
火縄銃の導入
木柵と浅い堀で防御した山城は、火縄銃による攻撃に脆弱であった。これを防ぐため何重もの深い堀と塀によって防御するようになった。また守備側も火縄銃で攻城側の兵を迎撃できるようになったので堀の深さをあえて槍の届く程度にとどめる必要がなくなった。さらにこれまで最も重要な攻撃部隊であった騎兵が火砲に立場を譲るようになった。このため騎兵の動きを阻害する山岳部に城塞を築く必要性が下がった。
大規模化
城は、防衛施設から政庁舎として役割が移行していった。戦国大名が支配権を確立し、広大な領地を治めるようになると各地に割拠していた周辺の国人領主などを完全に家臣として組み込んで城下町に集住させるようになった。そのため城も大規模化する必要があったが、山城では規模に限界があった。また軍事面においても大規模な兵力を集結させる必要が出来、これまでの山城より大きな城塞が求められるようになった。後北条氏の小田原城、豊臣氏の大阪城、徳川氏の江戸城などは、市街地全体を防衛するまで拡大した。
石垣の導入
山城の時代から石積みによって土を盛るという技術は、存在した。しかし織豊期以降になると石垣の技術が向上し、これまでより大規模な土地造成が可能になった。平地でも高台を造ることが出来るようになると重要な街道に近い場所に敵の移動を阻害し、視界を確保できる高台を造ることが出来るようになったため不便な山岳部にわざわざ山城を造る必要がなくなった。
山城から平山城・平城に移行するにあたっては、麓に新たに主郭を築いて旧来の山城を「詰の城」とする例（萩城など）や、城郭を低い丘や平地に移転する例（備後福山城など）があった。また小田原城のように、元々は山城であったものが城と麓の城下町が拡張を繰り返した結果、両者が一体化し、城下町全体を惣構えで囲んだ大規模な平山城に発展した例もある。
勿論、すべての山城を平山城や平城に置き換える必要はなかった。平城化は、大名自身が居住する大規模な居城にとどまり、各地の山城は健在であった。また一部では、従来の山城のまま平山城・平城に移行しなかった場合もある。こうした山城の中には、石垣を導入したり火縄銃などに対応するために、むしろ従来より発展した例もある。例えば西国においては、放射状竪堀の導入が盛んになった。さらに従来の木柵ではなく平山城や平城の建築様式を取り入れ、狭間をもつ土塀で囲まれた、さながらトーチカのような鉄壁の要塞と化した山城もある（鷹取城など）。
城のほとんどが平山城・平城に移行するのは、一国一城令によって各地の山城を破却する江戸時代以降になる。ただし、江戸時代の大名の居城においても、山麓の居館と戦闘時に立て篭もる背後の山城の組合せという中世的様式を受け継いだ城も多く、伊予松山城、鳥取城、津和野城などがこれにあたる。萩城のように平城移行後も、山城時代の建造物を「詰の城」として残置したものもある。仙台城のように、江戸時代に入ってから山城を建造し、後に拡張により平山城に移行した例もある。

### 日本五大山城と日本五大山岳城
特に著名な日本の山城を取り上げた「日本五大山城」がある。
| 令制国名 | 城名       | 主な城主 | 所在地                 |
| -------- | ---------- | -------- | ---------------------- |
| 越後国   | 春日山城   | 上杉謙信 | 新潟県上越市中屋敷     |
| 出雲国   | 月山富田城 | 尼子経久 | 島根県安来市広瀬町富田 |
| 近江国   | 観音寺城   | 六角義賢 | 滋賀県近江八幡市安土町 |
| 近江国   | 小谷城     | 浅井長政 | 滋賀県長浜市湖北町伊部 |
| 能登国   | 七尾城     | 畠山義綱 | 石川県七尾市古城町     |

小谷城の代わりに八王子城を入れた「日本五大山岳城」（2004年）もある。
| 令制国名 | 城名       | 主な城主 | 所在地                   |
| -------- | ---------- | -------- | ------------------------ |
| 出雲国   | 月山富田城 | 尼子経久 | 島根県安来市広瀬町富田   |
| 能登国   | 七尾城     | 畠山義綱 | 石川県七尾市古城町       |
| 近江国   | 観音寺城   | 六角義賢 | 滋賀県近江八幡市安土町   |
| 越後国   | 春日山城   | 上杉謙信 | 新潟県上越市中屋敷       |
| 武蔵国   | 八王子城   | 北条氏照 | 東京都八王子市元八王子町 |

すべて国の史跡に指定されている。

## 海外
山城という区分は、上記の通り日本の独自用語である。しかし山岳部に建設された施設という概念で当て嵌まる海外の城は、存在する。
近世以前に建設された海外の山城としては、例えば古代ギリシアのアクロポリスが有名である。また防衛施設かは、不明であるが南米のマチュピチュも広く知られている。さらに古代ローマ帝国のユダヤ反乱において使用されたマサダ要塞は、周囲を絶壁に囲まれ、難攻不落とされた。他にもクラック・デ・シュヴァリエなどが挙げられる。
やや、この概念から外れるもののノイシュヴァンシュタイン城は、近世以降の有名な海外の山城の一つと言える。
古代ローマは、パラティヌスの丘と他に幾つかの丘を防衛施設として建設された。ローマ市民は、外敵の攻撃から逃れるため、この丘を利用した。つまりローマ市そのものが山城であると見做すことも出来る。特にパラティヌスの丘は、建国の祖ロムルスと結びついていた。またローマ市民が元老院と対立して聖山事件を起こした。この時、アウェンティヌスの丘に市民たちは、立て籠もったとされる。さらに同じローマ市内にあるヴァティカヌスの丘に後世、聖天使城とサン・ピエトロ寺院が建設され、中世から近世に至るまでローマが攻撃を受けた時に要塞として使用された。これは、現在、バチカン市国として知られる。